# Ur-Krostitzer Jahresring
Der Ur-Krostitzer Jahresring war ein mitteldeutscher Historikerpreis, den die Vertriebsgesellschaft der Biermarke Ur-Krostitzer zwischen 2004 und 2019 jährlich an Freizeithistoriker verlieh und mit einem Preisgeld von 1500 Euro prämierte. Der Gewinner erhielt außerdem eine goldene Nachbildung des Ringes, den Schwedenkönig Gustav II. Adolf dem Krostitzer Brauereimeister 1631 als Dank für den wohlschmeckenden Labetrunk überreicht haben soll. 3000 Euro verteilte die Krostitzer Brauerei unter den Gewinnern verschiedener Kategorien, die von der Jury jeweils entsprechend der eingegangenen Einsendungen festgelegt wurden, wie beispielsweise Dokumentation, Biografie, Industrie- oder Ortsgeschichte. Mit 500 Euro war der Jugendsonderpreis (ab 16 Jahren) dotiert. Zusätzlich vergab die Jury „besondere Anerkennungen“ für weitere Arbeiten. Mit dieser moralischen Auszeichnung sollten die Autoren in ihrem Bemühen um die Aufarbeitung der mitteldeutschen Geschichte bestärkt werden.
Der Ur-Krostitzer Jahresring wurde anlässlich des 470-jährigen Jubiläums der Krostitzer Brauerei 2004 geschaffen. Die Bezeichnung geht auf einen schweren Goldring mit Karfunkelstein zurück, den der schwedische König Gustav II. Adolf im Dreißigjährigen Krieg über dem Handschuh getragen haben soll, der heute nicht mehr auffindbar ist. Aus diesem Grund ließ die Krostitzer Brauerei von den Goldschmiedemeistern Monika und Gunter Heyn 2004 eine Nachbildung anfertigen. Ziel war es, den verloren gegangenen Ring so originalgetreu wie möglich neu zu gestalten.
Mit Bezug zum Schwedenkönig wollten die Goldschmiedemeister das Wappen des Hauses Wasa, dem Gustav II. Adolf angehörte, in die Nachbildung des Ringes einarbeiten. Doch das Wappen als Teil des schwedischen Staatswappens durfte für diesen Zweck nicht verwendet werden. So integrierten sie lediglich die Wasa-Garbe sowie die drei schwedischen Kronen.
Die Gewinner des Ur-Krostitzer Jahresrings erhielten kleinere und abgewandelte Varianten des Rings.

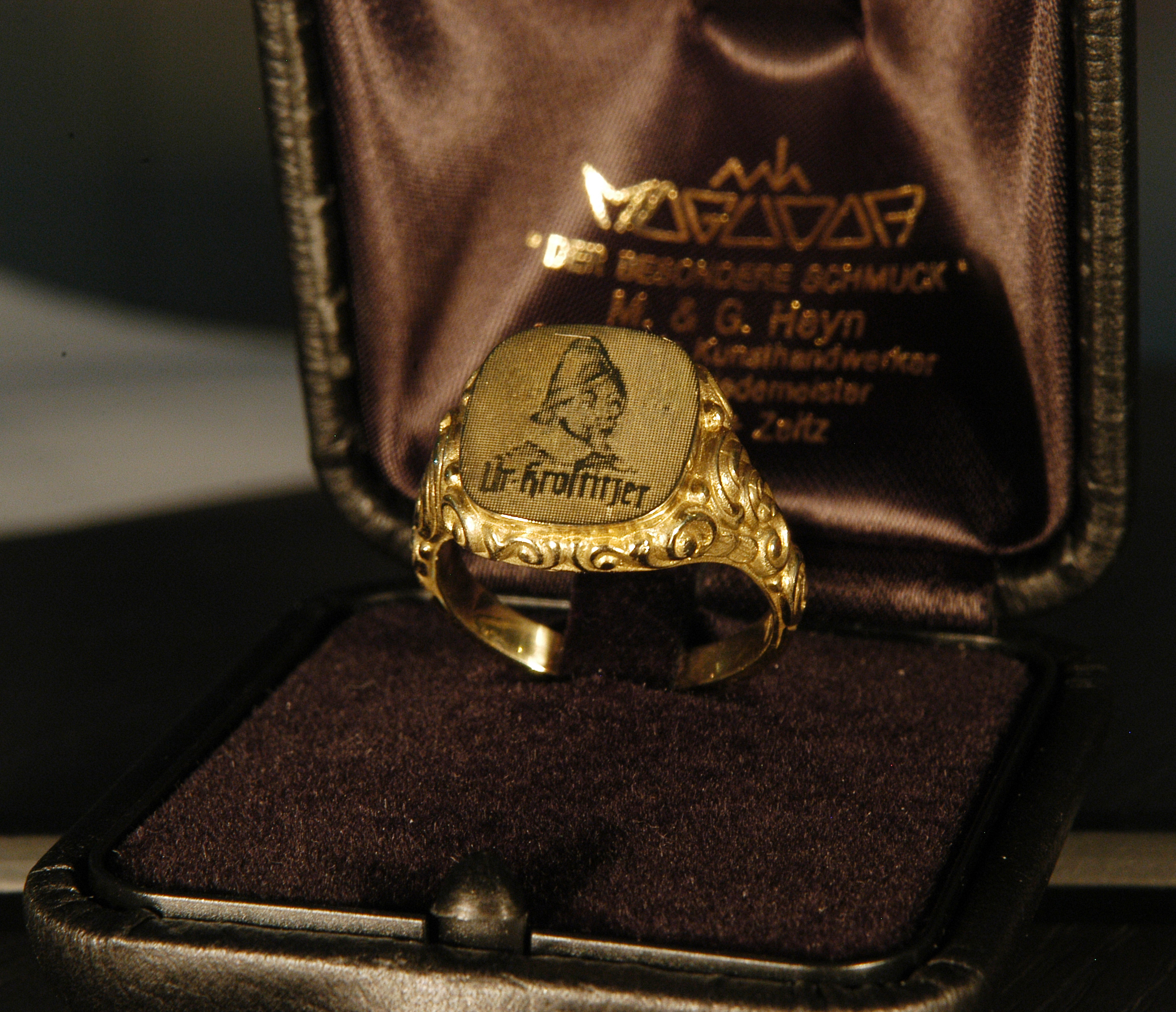
Die abgewandelte Variante des Ringes von Gustav II. Adolf

Im März 2020 wurde bekannt, dass der Ur-Krostitzer Jahresring 2020 nicht stattfindet. In „naher Zukunft“ sollten wieder „spannende Projekte“ stattfinden.

## Jury
Bewertet werden die Einsendungen durch eine Jury, der neben Wolfgang Welter, Geschäftsführer der Krostitzer Brauerei, auch Katja Rosenbaum, Direktorin des Museums im Schloss Lützen, und Maik Reichel, ehem. Museumsdirektor von Schloss Lützen und jetziger Direktor der Landeszentrale für politische Bildung Sachsen-Anhalt, angehören. In Lützen, wo eine der Hauptschlachten des Dreißigjährigen Krieges stattfand (Schlacht bei Lützen), starb der schwedische König Gustav II. Adolf 1632. Den Juryvorsitz hatte von 2004 bis 2018 Manfred Straube inne. Seit 2019 ist Rudolf Boch Juryvorsitzender. Von 1994 bis zu seinem Eintritt in den Ruhestand im September 2018 war er Professor für Wirtschafts- und Sozialgeschichte an der Technischen Universität Chemnitz.

## Modalitäten
Die Forschungsarbeiten der Teilnehmer müssen sich geografisch auf Mitteldeutschland beziehen, das in diesem Fall durch die Bundesländer Sachsen, Thüringen und Sachsen-Anhalt definiert wird. Thematische Vorgaben gibt es nicht. Der Wettbewerb wendet sich ausschließlich an sogenannte Laien- oder Freizeithistoriker, die Geschichte weder studieren bzw. studiert haben noch auf diesem Feld professionell tätig sind. Die Freizeithistoriker reichen ihre Bewerbung mit der kompletten Ausarbeitung ihres Projektes, einer Bildauswahl (wahlweise digital oder analog) sowie einem kurzen Lebenslauf bei der Krostitzer Brauerei ein. Die Preisverleihung findet jährlich im Oktober oder November statt.

## Preisträger
2004
- 1. Platz: Otto Klein, Weißenfels, Gymnasium illustre Augusteum zu Weißenfels.
- 2. Platz: Arbeitsgruppe der Gemeinde Sornzig-Ablaß unter Federführung von Matthias Pohle, Das Sornziger Geschichtsbuch. und Das obere Dölnitztal.
- 3. Platz: Siegfried Haustein, Leipzig, Geschichte des tausendjährigen Wahrens.
- Besondere Anerkennung:
  - Jana Wacker, Leipzig, Ein historischer Ort im Wandel der Zeit, Mittelbau-Dora von der Entstehung bis zur Gegenwart.

2005
- 1. Platz: Günther Kluge und Hanna Kämmer, Markranstädt, Markranstädt. Die Stadt am See.
- 2. Platz: Freie Literaturgesellschaft e.V., Leipzig, gegen den strom. Ein Stück originäre Leipziger Literaturgeschichte aus dem Jahre 1968.
- 3. Platz: Andreas Flegel, Hans Fröhlich und Rolf Schulze, Eilenburg, Kriegsende in Eilenburg – April 1945.
- Besondere Anerkennung:
  - Günter Hübler und Annemarie Rauschenbach, Leipzig, Drei Jahrhunderte Schule Portitz – ein Stück sächsischer Kulturgeschichte.
  - Stephan Zick, Wittenberg, WASAG – durch Sprengstoff zum Wohlstand.
  - Anna Karoline Meinel, Leipzig, Geschichte der Geigenbauerfamilien Meisel und Hoyer und ihrer Erzeugnisse.
  - Johannes Frotscher, Halle, Geschichte des Waggonbau Ammendorf.

2006
- 1. Platz: Jens Fischer, Weißenfels, Goldschmiedegeschichte im Gebiet des ehemaligen Herzogtums Sachsen-Weißenfels.
- 2. Platz: Birk Engmann, Leipzig, Bauen für die Ewigkeit. Monumentalarchitektur des 20. Jahrhunderts und Städtebau in Leipzig in den 50er-Jahren.
- 3. Platz: Katja Barthel, Leipzig, Der sächsische Aufklärer, Schriftsteller und Universitätsprofessor Christian Fürchtegott Gellert. und Peter Altmann, Eilenburg OT Kospa, Geschichte und Geschichten in Wort & Bild aus den Oberlausitzer Dörfern Unwürde und Laucha.
- Besondere Anerkennung:
  - Hans-Hermann Schmidt, Neukirchen, OT Adorf, Musikgeschichte der Stadt Chemnitz.
  - Bärbel Berkholz, Dobitschen, Geschichtsverein Wasserschloß Dobitschen e.V.

2007
- 1. Platz: Jürgen Möller, Ansbach, Die amerikanische Besetzung Mitteldeutschlands im April 1945.
- 2. Platz: Heinrich Stöcker, Kaltennordheim, Krieg, Pest und Brand im Großenhainer Land.
- 3. Platz: Christiane Mai und Bernhard Mai, Magdeburg, Festung Magdeburg.
- Besondere Anerkennung:
  - Anne-Maria Fischer, Weißenfels, Die Auflösung der Goldschmiede-Innung zu Weißenfels.
  - Renate Krosch, Ströbeck, Das Schachdorf Ströbeck in der Literatur.
  - Ingeborg Manig, Leipzig, Das älteste Kirchenbuch von Großbuch und Bernbruch im Muldentalkreis.

Zum Gedenken an den 375. Todestag des schwedischen Königs Gustav II. Adolf wurde 2007 ein Sonderpreis vergeben.
Günter Tempelhof aus Bad Düben erhielt für seine Arbeit „Erster Versuch einer Untersuchung und der Zusammenfassung des Zustandes der Ortschaften der Dübener Heide im Ergebnis des Dreißigjährigen Krieges“ den Sonderpreis.
Eine besondere Anerkennung im Rahmen des Sonderpreises vergab die Jury an den Leipziger Wilfried Mehl für seine Arbeit „Gustav II. Adolf, der Dreißigjährige Krieg und seine Auswirkungen auf die Region“.
2008
- 1. Platz: Rüdiger Bier, Naumburg (Saale), 1500 Jahre Geschichte und Geschichten um die herrschaftlichen Sitze Kirchscheidungen und Burgscheidungen und weitere Nachrichten von Burgen, Schlössern und Rittergütern an Saale und Unstrut vom Anbeginn des Thüringerreiches bis heute.
- 2. Platz: Regina Röhner, Bernsdorf OT Rüsdorf, Geschichte der Gemeinde Reinsdorf.
- 3. Platz: Cindy Geißler, Mochau OT Simselwitz, Schülertheater in der DDR im Spannungsfeld von politischer Reglementierung und künstlerischer Freiheit. und Kurt Voigt, Drackendorf, Drackendorf. Zur 725-Jahrfeier – urkundliche Ersterwähnung im Jahr 1280.
- Besondere Anerkennung:
  - Jürgen Dettmer, Döbeln, Geschichten zur Döbelner Geschichte.
  - Erhard Leberecht, Farnstädt, Broschüren: Farnstädt – Geschichte eines Dorfes., Von der Bronzesichel zur Vollerntemaschine., Heimat zwischen Unstrut und Hornburger Sattel., Farnstädter Heimatblätter.
  - Peter Franz, Weimar (und Udo Wohlfeld, Weimar), Jüdische Familien in Apolda. Diffamierung, Ausgrenzung, Entrechtung, Vertreibung, Deportation, Vernichtung, Ungehorsam. Die Apoldaer Judenheit während des Faschismus
- Jugendsonderpreis:
  - Jana Ulm, Leipzig, Schülerprojekt „Judenhäuser“ in Leipzig 1939 bis 1945.
  - Franziska Hagner, Gera, Geschichte des kleinen Dorfes Grabsdorf in Thüringen.

2009
- 1. Platz: Erwin Heinze, Leipzig, Manuskript Museum für Ur- und Frühgeschichte im Geopark Nordsachsen.
- 2. Platz: Jürgen Dettmer, Döbeln, Deutsche Revolution auch in Döbeln., Döbeln und der Nationalsozialismus in der Zeit von 1923 bis 1945., Döbeln in der Sowjetischen Besatzungszone 1945 bis 1949., Döbelner Denkmäler und Achtenswertes., Heiteres und Besinnliches – Anekdoten und Episoden aus dem alten und jungen Döbeln.
- 3. Platz: Hartmut Liebe, Stadtroda, Thüringer Kriegstagebuch 1806. und Herzog Friedrich Wilhelm von Braunschweig-Oels in Thüringen und Sachsen 1809.
- 3. Platz: Patrice William T. Schulz, Stephan Heyer, Michael Menge und Hieu-Duc Nguyen, Gotha, Von Burg Grimmenstein zur größten frühbarocken Schlossanlage Deutschlands.
- Besondere Anerkennung:
  - Jörg Bauerfeld, Niederröblingen, Richard Lorenz. Stationen seines Lebens.
  - Hildegard Bernick, Magdeburg, Rettung und Rückführung des Chorgestühls, des Nikolausaltars und von zwei Kirchenfenstern aus dem Magdeburger Dom 1943 bis 1954: Eine Dokumentation über bisher nicht oder kaum bekannte Tatsachsen und Zusammenhänge.
  - Claus Bräutigam, Regis-Breitingen, Die Geschichte einer kleinen Stadt und ihrer eingemeindeten und umliegenden Orte.
  - Olaf Ditzel, Vacha, Die Studenten der Stadt Vacha im Mittelalter.
  - Christoph Ehrhardt, Chemnitz-Grüna, Flüchtlinge und Vertriebene des 2. Weltkrieges in Grüna.
  - Helmut Enger und Dietmar Enge, Zabeltitz und Treugeböhla, Geschichtsblätter Zabeltitzer Heimat (12 Hefte)
  - Adolf Eser, Muldenstein, Die Chemische Industrie in Zscherndorf.
  - Lars-Uwe Freiberg, Delitzsch, Delitzscher Internierte in sowjetischen Speziallagern 1945 bis 1950.
  - Robert Gerboth, Eric Honnef-Steiger, Lucas Rahm und Stefan Schonauer, Saalfeld OT Beulwitz, Das Gefecht 1806 bei Saalfeld.
  - Ralph Grüneberger, Leipzig, Monografie Heinz Müller. Immer wieder neu sehen.
  - Siglind König und Jürgen Petry, Naumburg und Leipzig, Löbnitz. Ein Dorf in Deutschland.
  - Steffen Marx, Schwerz, Chronik von Schwerz mit den Ortsteilen Kneipe und Dammendorf.
  - Heinz Rehmann, Schkopau, Das Buna-Werk Schkopau. Das erste deutsche Buna Synthesekautschuk-Werk 1936 bis 1995.
  - Eberhard Schmidt, Buttelstedt, Die Gutsbesitzersippe von Gottfarth in Thüringen und Sachsen-Anhalt.
  - Ruth-Barbara Schlenker, Niedertrebra, Flieg, Taube, flieg! Geschichten um Krieg und Frieden 1933 bis 1945.
  - Wolfgang Schwaneberg und Gerhard Brandt, Rodeberg/Struth, Schulgeschichten des Eichsfelddorfes Struth.
  - Günter Stresow, Radeberg, Dresdner Fürstenzug und Sächsisches Brauwesen.
  - Manfred Tittel, Erfurt, rund 1100 Beiträge zu frühgeschichtlichen Themen in Thüringen
  - Gerhard Wenzel, Gräfenroda/Ilmkreis, Auf den Bierischen Spuren des 2. Brauerei-Besitzers Kaurt Vitzthum von Eckstädt zu Wernigen-Vargule/Thüringen.
  - Jürgen Zöhrens, Eisenberg, Studien zur Geschichte von Eisenberg.

2010
- Gesamtsiegerin: Sabine Ulbricht, Dresden, Fürstinnen in der sächsischen Geschichte.
- Sieger Jugendsonderpreis: Martin Reichel und Richard Kurth, Grimma, Die Gedanken sind frei – Otto Leonhard Heubner, Revolutionär und Turnvater.
- Sieger Kategorie Heimatgeschichte: Wolfgang Jonke, Freital, Hans Biener. Begründer des Steinkohlenbergbaus im Plauenschen Grund bei Dresden.
- Sieger Kategorie Biografie: Wolfgang Lerch, Oberhof, Johann Jäger. Vom Ziegenhirten zum Rektor. Crotus Rubianus.
- Sieger Kategorie Wirtschaftsgeschichte: Siegfried Rau, Mengersgereuth-Hämmern, mit seiner Arbeit über die Märbelherstellung im Thüringer Wald Rückschau auf ein vergangenes Gewerbe.
- Sieger Kategorie Industriegeschichte: Wolf-Dieter Ostermann, Aschersleben, mit seiner Arbeit über Wilhelm Schmidt, dem Pionier der Heißdampf- und Hochdruckdampftechnik
- Sieger Kategorie Lebenswerk: Dietmar Buchholz, Am Großen Bruch OT Gunsleben, mit zahlreichen Ausarbeitungen zur Geschichte seines Heimatkreises Börde

2011
- Gesamtsieger: Wolfgang Enke, Göhren/OT Gödern, Wichtige Ergebnisse im Herzogtum Sachsen-Altenburg in der ersten Hälfte des 19. Jahrhunderts.
- Sieger Jugendsonderpreis: Sebastian Höhme, Döbeln, Zum Beispiel die Glasbergs...
- Sieger Kategorie Kunstgeschichte: Alfred E. Otto Paul, Leipzig, Die Kunst im Stillen. Kunstschätze auf Leipziger Friedhöfen.
- Sieger Kategorie Industriegeschichte: Thilo Ziegler, Sangerhausen, Die Geschichte des Sangerhäuser Berg- und Hüttenwerkes. und Unterm Hakenkreuz: Abriss zur Geschichte des Kreises Sangerhausen von 1933 bis 1945.
- Sieger Kategorie Ortsgeschichte: Walter Friedrich, Föritz/OT Mupperg, Pfarrei Mupperg im Sonneberger Unterland.
- Sieger Kategorie Dokumentation: Peter-Jürgen Klippstein, Erfurt, Grossengottern – Die Gefallenen und Vermissten des 2. Weltkrieges. und Grossengottern – Blicke in die Geschichte.
- Sieger Kategorie Lebenswerk: Dieter Johansson, Weißenfels, mit seinem Diorama zur Überführung Gustav Adolfs
- Sieger des Sonderpreises: Karl Manteuffel und Hans Günther Becker, Magdeburg, mit ihrer rekonstruierten Rechenmaschine von Johann Philipp Gruson

2012
- Gesamtsieger: Hans Rhode, Hainichen (Thüringen), Stiebritz – Beiträge zur Dorfgeschichte.
- Sieger Kategorie Biografie: Klaus Peterlein, Eckolstädt, Aus dem Leben des Dichters der Befreiungskriege, des Schriftstellers und Historikers Dr. Friedrich Förster (1791–1868) aus Münchengosserstädt.
- Sieger Kategorie Industriegeschichte: Claus Bräutigam, Regis-Breitingen, Die Geschichte des Braunkohlenbergbaus im Altenburger und Bornaer Revier.
- Sieger Kategorie Dokumentation:
  - Ellen Bertram, Leipzig, Menschen ohne Grabstein.
  - Lothar Czoßek, Elsteraue, Chronik von Rhemsdorf.
- Sieger Kategorie Zeitzeugen/Zeitgeschichte:
  - Gert Bürgel, Dresden, Tiefflieger – Dresden 1945.
  - Ralf Staufenbiel, Gröningen, Kriegsende im nördlichen Harzvorland.
- Auszeichnung für das Lebenswerk: Hans Joachim Lerche, Thale, Chronik von Weddersleben.
- Besondere Anerkennung: u. a. Jens Fischer, Weißenfels, Geschichte der Weißenfelser Gold- und Silberschmiede – 300 Jahre Gold- und Silberschmiedehandwerk in Weißenfels. und Günter Tempelhof, Bad Düben, Düben (Bad) und sein Militär.

2013
- Gesamtsiegerin: Viola-Bianka Kießling, Weimar, Himmlische Instrumente – Glockenführer durch die Region Weimar und Weimarer Land.
- Sieger Kategorie Ortsgeschichte: Holger Meutzner, Reichenbach/Vogtland, Die Bauern von Breesen 1413 bis 2013 – 600 Jahre Geschichte eines Dorfes im Altenburger Land.
- Sieger Kategorie Industriegeschichte: Reiner Orlowski, Harbke, Bagger greifen ein – ein friedlich gelöstes Grenzproblem. (grenzüberschreitendes Braunkohlevorkommen im Raum Harbke (DDR) und Helmstedt (BRD))
- Sieger Kategorie Kulturgeschichte: Konrad Reiß, Zörbig, Das Schach- oder König-Spiel des Gustavus Selenus.
- Sonderpreis (200 Jahre Völkerschlacht und 100 Jahre Völkerschlachtdenkmal):
  - Hartmut Liebe, Stadtroda, Martin! Komm mal her und horche und 1813 – Ein Frühling voller Angst und Schrecken.
  - Frank Palmowski, Weimar, Die Belagerung von Erfurt – Ihre Spuren 1813 bis 2013.
- Jugendsonderpreis:
  - Sarah Schrempel, Grimma, Der Bilderstreit zwischen dem Gymnasium St. Augustin und dem Kreismuseum Grimma.
  - Carl Schüppel, Leipzig,  Leben im Schatten des Tagebaus – Die sozialen und ökologischen Auswirkungen des Braunkohletagebaus Espenhain auf die Ortslage Magdeborn im Kontext der Energiepolitik der DDR.

2014
- Gesamtsieger: Rolf Weiher, Quedlinburg, Zeitstrahl durch die Deutsche Geschichte – Geschichte der Welterbestadt Quedlinburg in Ostfalen als Wiege Deutschlands.
- Sieger Kategorie Industriegeschichte: Manfred Schäfer, Weißwasser, Die Menschen von hier haben Glas geformt und das Glas die Menschen.
- Sieger Kategorie Ortsgeschichte: Ralf Staufenbiel, Gröningen, Heimatbuch Kloster Gröningen.
- Sieger Kategorie Erinnerungskultur: Heinz Richard Lohholz, Berlin, und Stefan Witt, Leipzig, Kriegserinnerungen 1914–1918. Gedanken und Erlebnisse eines preussischen Musketiers von Otto König aus Schraplau.
- Sieger Kategorie Dokumentation: Manfred Gerhard Böttcher, Dresden, Luftangriffe auf Dresden am 13./14./15. Februar 1945.
- Sieger Kategorie Handwerksgeschichte: Siegfried Bräuer, Hohenleipisch, Die Grautöpfer-Innung Hohenleipisch.
- Sieger Kategorie Wissenschaftsgeschichte: Katharina Habermann, Göttingen, Die Kalenderbriefe des Georg Albrecht Hamberger im Kontext der Kalenderreform von 1700. Online-Ausgabe (PDF), Open Access via Universitätsverlag Göttingen
- Auszeichnung für das Lebenswerk: Konrad Claus, Frauenprießnitz, gleichzeitig für Frauenprießnitz: Klosterdorf – Residenz – Amtssitz. Streiflichter aus der Geschichte eines ostthüringischen Dorfes.
- Besondere Anerkennung:
  - Käthe Raphael, Zeev Raphael, Peter Franz, Udo Wohlfeld: Die Emigration. Der Weg einer jüdischen Familie von Deutschland nach Israel

2015
- Gesamtsieger: Michael Liebmann, Leipzig, Connewitz – Vom Werden eines Leipziger Stadtteils.
- Sieger Kategorie Dokumentation: Mathias Körner, Dresden, Gorbitzer Höhenpromenade.
- Sieger Kategorie Biografie: Carsten Berndt, Erfurt, Melissantes, ein Thüringer Geograph und Universalgelehrter
- Sieger Kategorie Ortsgeschichte: Wilfried Hammer, Riesa, 4000 Jahre Besiedlung zwischen Döllnitz, Elbe und Jahna.
- Sieger Kategorie Wissenschaftsgeschichte: Michael Theuring-Kolbe, Arnstadt, Johann Matthäus Bechstein 1757–1822.
- Sieger Kategorie Industriegeschichte: Thomas Schmidt, Zwenkau, Zeitreise in die technisch-technologische Entwicklung des Tagebaus Espenhain 1936–1994.
- Auszeichnung für das Lebenswerk: Helga Gäbler, Radebeul
- Jugendsonderpreis: Tobias Müller, Leipzig, Die sächsische Armee – von Moskau nach Waterloo. Ein Übergang mit oder ohne Folgen?
- Sonderpreis „1000 Jahre Leipzig“: Peter Schwarz, Markkleeberg, Buch-Trilogie Das tausendjährige Leipzig.

2016
- Gesamtsieger: Leopold Kühnberg, Unser Hollsteitz
- Siegerin Kategorie Stadt- und Ortsgeschichte: Judy Slivi, Gotha, Gotha 1918 bis 1933. Stadt der Gegensätze
- Sieger Kategorie Biografie: Hans-Dietrich Haemmerlein, Waldhufen, Alfred Brehm: Biografie in Zeit- und Selbstzeugnissen
- Sieger Kategorie Erinnerungskultur: Dietmar Brendler und weitere Autoren, Leipzig, Wo in Deutschland die Sonne zuerst aufgeht
- Siegerin Kategorie Lebensgeschichte: Elfriede Schütz, Kassel, Erinnerungen aus meinem Leben – wie es bei uns war
- Besondere Leistung im Bereich Ortsnamensverzeichnisse: Jürgen K. Fischer, Elsteraue (Burgenlandkreis), Mittelalter Mitteldeutschland – Ereignisse und Ortsnamen
- Sonderpreis „500 Jahre Reinheitsgebot“: Martin Herda, Görlitz, Die Bierstadt Görlitz – über den Kampf um das Brauprivileg bis zur Entstehung der Görlitzer Brauereien
- Jugendsonderpreis: Max Wilhelm, Döbeln, Genealogie – Darstellung der Forschungsergebnisse am Beispiel meiner Familie vor dem Hintergrund der landwirtschaftlichen Entwicklung von 1900 bis 1989
- Besondere Anerkennung:
  - Peter Franz, Apoldaer Judengeschichten

2017
- Gesamtsieger: Ingo Schulz, Bauern in der Magdeburger Börde – Forschungen zur Sozial- und Wirtschaftsgeschichte am Beispiel der Familie Freytag
- Sieger Kategorie Erinnerungskultur: Stephan Conrad, Judith Sophie Schilling und Sophie Spitzner, Döbeln im Nationalsozialismus: Familie Glasberg – jüdisches Leben in Döbeln
- Sieger Kategorie Familiengeschichte: Uwe Lehmann, Die Familie derer von Lüschwitz zu Zwötzen vor, während und nach der Reformation
- Sieger Kategorie Biografie: Reinhard E. Schielicke, Rudolf Straubel 1864–1943
- Sieger Kategorie Lebenswerk: Rudolf Drößler
- Siegerin Kategorie Ortsgeschichte: Dorit Bieber, Streitbare Bauern. Der Prozess um die Bruchsteinfuhren für das Löbichauer Rittergut
- Sieger Kategorie Inszenierte Geschichte: Rotraut Greßler, Theaterstück Nur der Männer Freud und Lust?
- Sonderpreis „500 Jahre Reformation“: Jakob Eißner, Vertrauen wagen? – Die Ausgestaltung des Lutherjahres 1983 am Fallbeispiel der Region Grimma
- Jugendsonderpreis: Enya Vogel, Der Einfluss der Reformation auf ausgewählte Zisterzienserklöster
- Besondere Anerkennung:
  - Sven Frotscher, Das stählerne Herz von Halle – Lindner/Waggonbau Ammendorf/MSG (1823–1968): Geschichte eines bedeutenden Industriebetriebes

2018
- Gesamtsieger: Joachim Krause, Fremde Eltern. Zeitgeschichte in Tagebüchern und Briefen 1933–1945[5]
- Sieger Kategorie Dokumentation: Ekkehard Schulreich, Ins Schwarze! Originale Druckgrafik ist das Markenzeichen des Leipziger Verlegers Karl Quarch. Spurensuche – ein Jahrhundert nach der Verlagsgründung von 1919
- Sieger Kategorie Ortsgeschichte: Birgit Pfützner und Christine Schöne, Wenn Häuser Dorfgeschichte(n) erzählen... Medinger Häuser- und Gebäudechronik[6]
- Sieger Kategorie Industriegeschichte: Klaus Ruple, Sonor in Weißenfels 1875–1950
- Sieger Kategorie: Erinnerungskultur: Ralf Mattern, Orte der Wernigeröder Arbeiter- und Demokratiebewegung. Ein historischer Rundgang durch die Stadt und die Ortsteile
- Sieger Kategorie Personengeschichte: Jürgen Weyer, Die Pfarrerfamilie Wohlfarth und die Volksaufklärung als praktische Reformbewegung im 18./19. Jahrhundert am Beispiel des Dorfes Kirchhasel
- Sieger Kategorie Lebenswerk: Hans Funk
- Sonderpreis Leipziger Musikgeschichte: Günter Sonne, Musikstadt Leipzig – Zur Geschichte Leipziger Vokal-Quartette
- Jugendsonderpreis: Leonie Richter, Irena Rüther-Rabinowicz. Leben und Wirken einer Dresdner Malerin in drei politischen Systemen
- Besondere Anerkennung:
  - Brigitte Matzke, Die Anfänge des Musikinstrumentenmuseums in Leipzig. Paul de Wits Gästebuch 1893 bis 1905[7]

2019
- Gesamtsieger: Astrid Adler, drei Bücher über die Migration aus Thüringen in die USA (Vergessene Menschen, Our Ancestors were German und Goodbye forever – Life beyond Germany)[9]
- Sieger Kategorie Ortsgeschichte: Karl Ernst, Sonderhefte der Pößnecker Heimatblätter
- Sieger Kategorie Biografie: Konstantin Seifert, Mediziner, „Rassenschänder“, Interbrigadist…? Hans Serelman, der deutsche Arzt des Maquis
- Sieger Kategorie Erinnerungskultur: Hans Berger
- Sieger Kategorie Dokumentation: Horst Galle, Historischer Braunkohlenbergbau entlang der Mulde um Colditz, Grimma und Wurzen
- Sieger Kategorie Sportgeschichte: Jens Fuge, Chemie Leipzig und seine Fans
- Sieger Kategorie Lebenswerk: Manfred Schollmeyer
- Sieger Kategorie Jugendsonderpreis: Richard Eißner, Nachforschungen zu Grimma, drei einstigen Fürstenschulen der Region und Paul Gerhardt im Dreißigjährigen Krieg
- Besondere Anerkennungen:
  - Joachim Krause
  - Jürgen Fischer